# Lebuhua
Lebuhua ist eine osttimoresische Ortschaft. Sie befindet sich im Süden der Aldeia Darlau (Sucos Becora, Verwaltungsamt Cristo Rei, Gemeinde Dili). Sie liegt an der Überlandstraße von Dili nach Aileu, in einer Meereshöhe von 964 m. Hier gibt es eine Grundschule und eine medizinische Station. Bis 2017 gehörte Lebuhua zur Gemeinde Aileu.